# PH 16

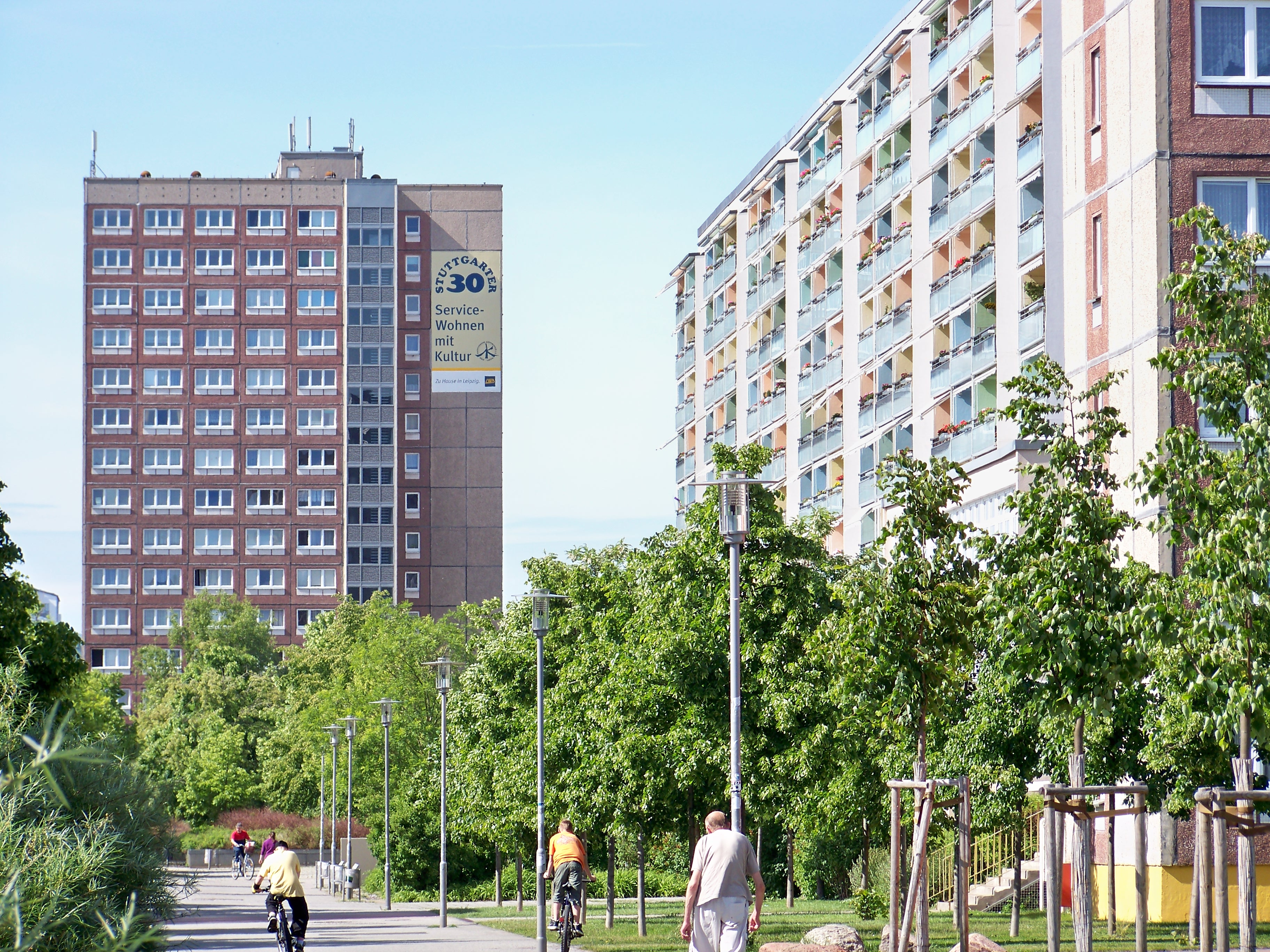
Stuttgarter Allee in Leipzig-Grünau mit einem der charakteristischen Punkthochhäuser (links, mit nachträglich angebautem Treppenhaus)

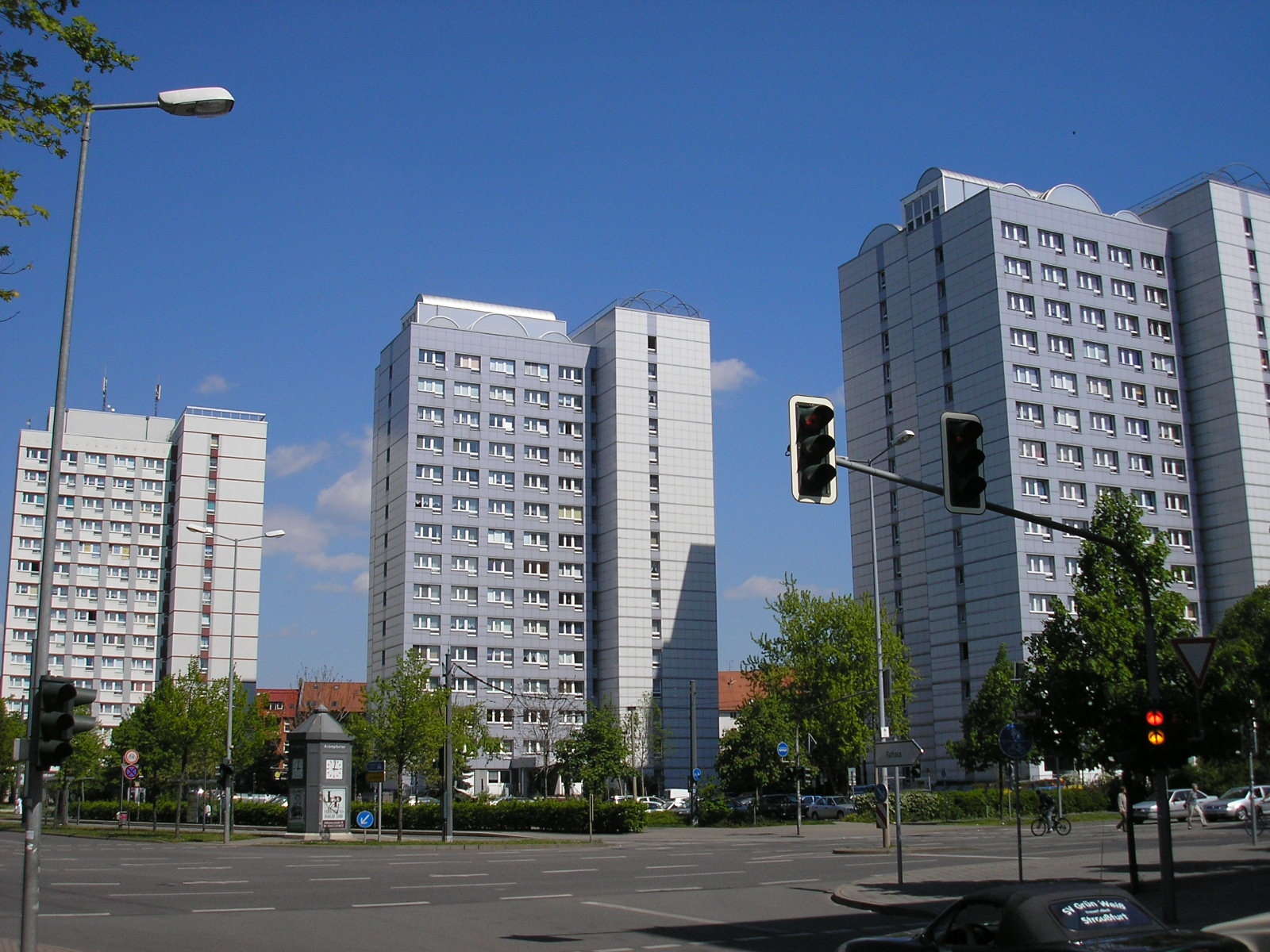
Drei der ersten fünf Hochhäuser dieses Typs am Juri-Gagarin-Ring in Erfurt

Das PH 16 (Punkthochhaus mit 16 Geschossen) ist einer von mehreren Typen des industriellen Wohnungsbaus der DDR, dessen Ursprünge im Wohnungsbaukombinat Erfurt liegen. Somit gehört es zur Wohnungsbaureihe „Erfurt“ (WBR Erfurt), welche überwiegend nur in Erfurt gebaut wurde. Das PH 16 ist der einzige Gebäudetyp, welcher in Serie auch außerhalb Thüringens gebaut wurde. Es erreicht eine Höhe von 16 Etagen. Die Entstehung derartiger Siedlungen wurde durch ein 1973 beschlossenes Wohnungsbauprogramm der SED in die Wege geleitet.

## Aufbau des Gebäudes

Schematischer Erdgeschossgrundriss eines PH 16

Ein PH 16 fasst 132 Ein- bis Fünf-Raum-Wohnungen, ein oder zwei Kleingewerbeeinheiten im Erdgeschoss, sowie Abstell- und Müllräume innerhalb des Gebäudes. Ungefähr 400 Personen leben in einem voll vermieteten Gebäude. Konstruktiv besteht das Gebäude aus drei Blocksegmenten mit je drei Wohnungen, welche über ein H-förmiges Gangsystem angebunden sind. Die Erschließung erfolgt hauptsächlich über zwei innenliegende Aufzüge bis in das 14. OG. Die Häuser stehen meist so, dass die Blocksegmente nach Osten, Süden und Westen ausgerichtet sind. Aufgrund der Konzeption des Gebäudes sind die meisten Wohnungen nach nur einer Himmelsrichtung orientiert und besitzen nur Fenster in diese Richtung. Ein hinter dem nördlichen Aufzug liegendes Treppenhaus dient vornehmlich als Fluchtweg. Im Erdgeschoss befinden sich im Westsegment keine Wohnungen. Hier befindet sich der Eingangsbereich, links daneben befand sich oft ein Trafo- und ein Müllraum. Rechts neben dem Eingang befand sich der Briefkastenraum. Durch Verlegung der Briefkästen in den Eingangsbereich und Auslagerung der Mülltonnen entstanden teils Abstellräume, ein Hausmeisterbüro oder Kleingewerbeeinheiten. An den Außenenden der Erschließungsgänge gab es Fenster sowie Notbalkone zum Anleitern bei Brandgefahr.
Städtebaulich diente das PH 16, oft in Gruppen mit mindestens zwei Gebäuden errichtet, als Tor oder Hochpunkt innerhalb der Plattenbausiedlungen. Mit 50,485 Meter Höhe (über Gelände) ist es einer der höchsten in Serie gebauten Plattenbautypen der DDR.

## Wohnungen
Die Wohnungen besitzen einen rechteckigen Grundriss mit Nasszellen direkt neben dem Wohnungseingang und der klassischen Küchenzeile mit Durchreiche zum Wohnzimmer. Die Zwei- und Dreiraumwohnungen besaßen, erschlossen durch das Wohnzimmer, das als Durchgangszimmer ausgelegt war, ein weiteres Zimmer. Letztere besaßen außerdem ein Zimmer gegenüber dem Bad. In der Südwestecke war das dritte Zimmer über das zweite Zimmer erschlossen, sodass zwei der drei Zimmer Durchgangszimmer waren. Da es keine Balkone in den Wohnungen gab, wurden die Fenster teilweise als Französisches Fenster mit besonders niedriger Brüstung ausgebildet.
Vom Erd- bis zum 14. Obergeschoss sind die Wohnungen als Ein-, Zwei- und Dreizimmerwohnungen ausgebildet, wobei letztere etwa 60 m² Wohnfläche messen und in den Gebäudeecken liegen. Im 14. OG besitzt nur das Westsegment diese Aufteilung. In jedem der drei Blocksegmente dient ein Raum den Abstellboxen der Mieter, denn Kellerboxen gibt es nicht. In mindestens einem der Abstellboxenräume (im westlichen) befand sich ein Müllschlucker, welcher selten genutzt wurde.
Eine Besonderheit bilden die im Ost- und Süd-Segment angeordneten Maisonettenwohnungen, welche über eine im Wohnzimmer liegende Treppe das 15. OG erschließen. Der Grundriss entspricht den darunter liegenden Wohnungen. Das Treppenhaus dient auch hier als Fluchtweg, erschließt aber auch den hier liegenden Aufzugsmaschinenraum und die darüber liegende Lüftungszentrale.
Die Stromversorgung innerhalb der Wohnungen war in 220-Volt-Leitungen und Steuerleitungen mit 24 oder 48 Volt geteilt, wobei die Schaltung aller Lampen über Klingeldraht-Taster erfolgte. Eine zentrale Relaiseinrichtung steuerte alle Deckenlampen in der Wohnung.

## Geschichte
In Erfurt entstand bereits 1969 das erste PH 16. Als das Punkthochhaus am Juri-Gagarin-Ring, am 7. Oktober 1969, dem 20. Jahrestag der ehemaligen DDR, als Bauarbeiterhotel eröffnet wurde, sprach man von „höchster ökonomischer Bauweise“ und „Spitzenleistungen im Bauwesen“. Denn es wurde innerhalb von nur 100 Tagen Bauzeit vollkommen schlüsselfertig errichtet. Eine Besonderheit war die Dachterrasse mit Pergola und der Anbau eines großen Saals, der dem Hotel als Gastraum diente. 1990 übernahm die Kowo das Gebäude, ein Hotel zog ein. 1998 meldete der Betreiber Konkurs an. Seitdem stand das Haus leer. Im Januar 2002 begann der Rückbau mit anschließender Vollsanierung. Die drei Segmente des Punkthochhauses wurden dabei so abgetragen, dass ein gestaffeltes Haus entstand. Der östliche Block wurde auf sieben, der südliche Block auf fünf und der westliche auf drei Etagen zurückgebaut. Am 7. November 2002 wurde hier der neue Hauptsitz der Kowo mbH eröffnet. Die übrigen fünfzehn PH 16 entstanden bis 1973. Ebenfalls eine Dachterrasse erhielten die Eislebener Straße 3 und 5, die Mainzer Straße 21 und 22, die Kassler Straße 2 und nachträglich durch die Sanierung im Jahr 1995 außerdem die Gebäude des Juri-Gagarin-Ring 126 a und b.
Zwei dieser PH 16 entstanden in Internatbauweise. Eines diente der Ingenieurschule für Bauwesen, das andere der Erfurter Universität als Wohnheim. Sie unterschieden sich hauptsächlich darin, dass die beiden Maisonetten-Etagen als Gemeinschaftsräume ausgebaut waren. Hier befanden sich ein großer Saal, Fernseh-, Club-, Hobby- und Sporträume, eine Teeküche, eine Bar, ein Musikzimmer und eine kleine Bibliothek. Die beiden Gebäude standen seit 1999/2003 leer, bis sie als letzte im März 2016 als vollsanierte Wohnhäuser der Cavere-Gruppe den Mietern übergeben wurden.
Hinter den beiden ehemaligen Wohnheimen steht ein drittes Wohnhaus. Dieses wurde im Rahmen des Masterplans noch als letztes bis 2012 leer gezogen, um anschließend abgerissen zu werden. Grund dafür war die nicht vollständige Sanierung und das ungepflegte Umfeld der, zu diesem Zeitpunkt, leerstehenden Wohnheime. Genau zum Zeitpunkt des Leerzugs veränderten sich jedoch die Einwohnerzahlen Erfurts zum Positiven, was den Abriss verhinderte. Nach langem Leerstand soll das Gebäude bis 2020 vollständig saniert und wieder nutzbar gemacht werden. Die beiden letztgebauten PH 16 in der Györer Straße hatten nicht so viel Glück. Trotz bereits ausgeführter Teilsanierungen, u. a. mit teurer Keramik-Fassade, wurden sie 2004 abgetragen.

## Standorte

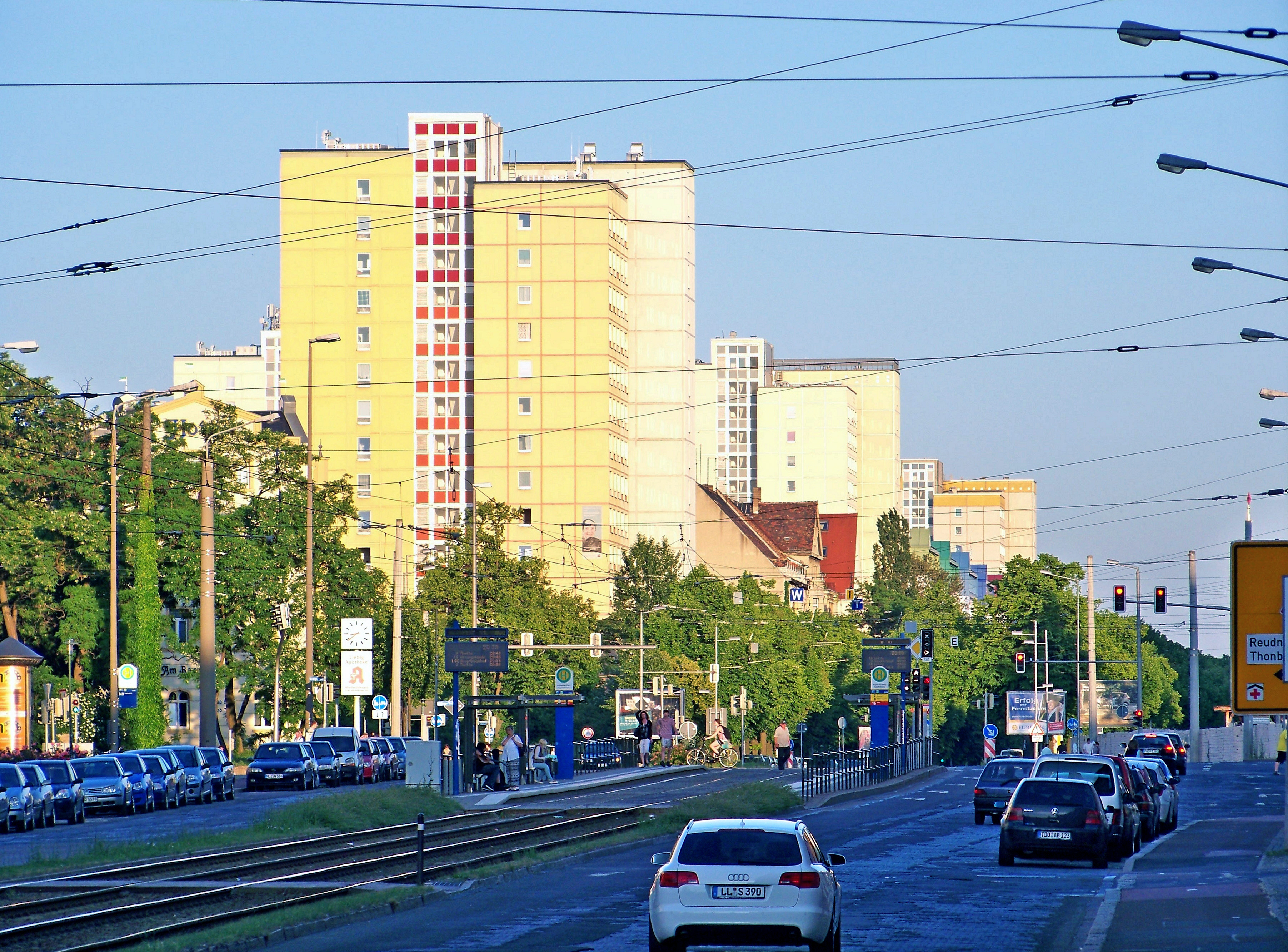
PH 16 entlang der Straße des 18. Oktober in Leipzig

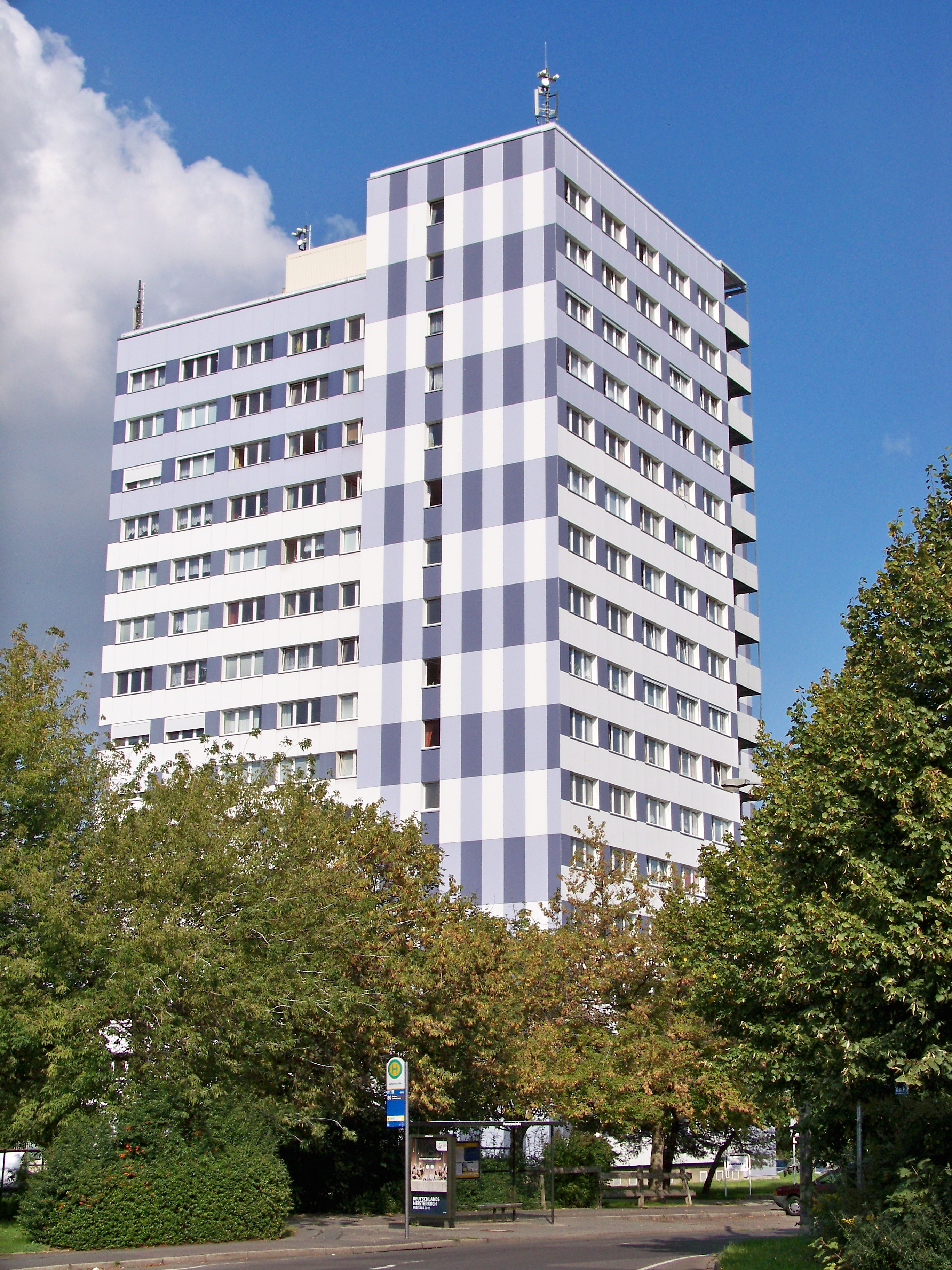
Saniertes PH 16 in Leipzig-Mockau

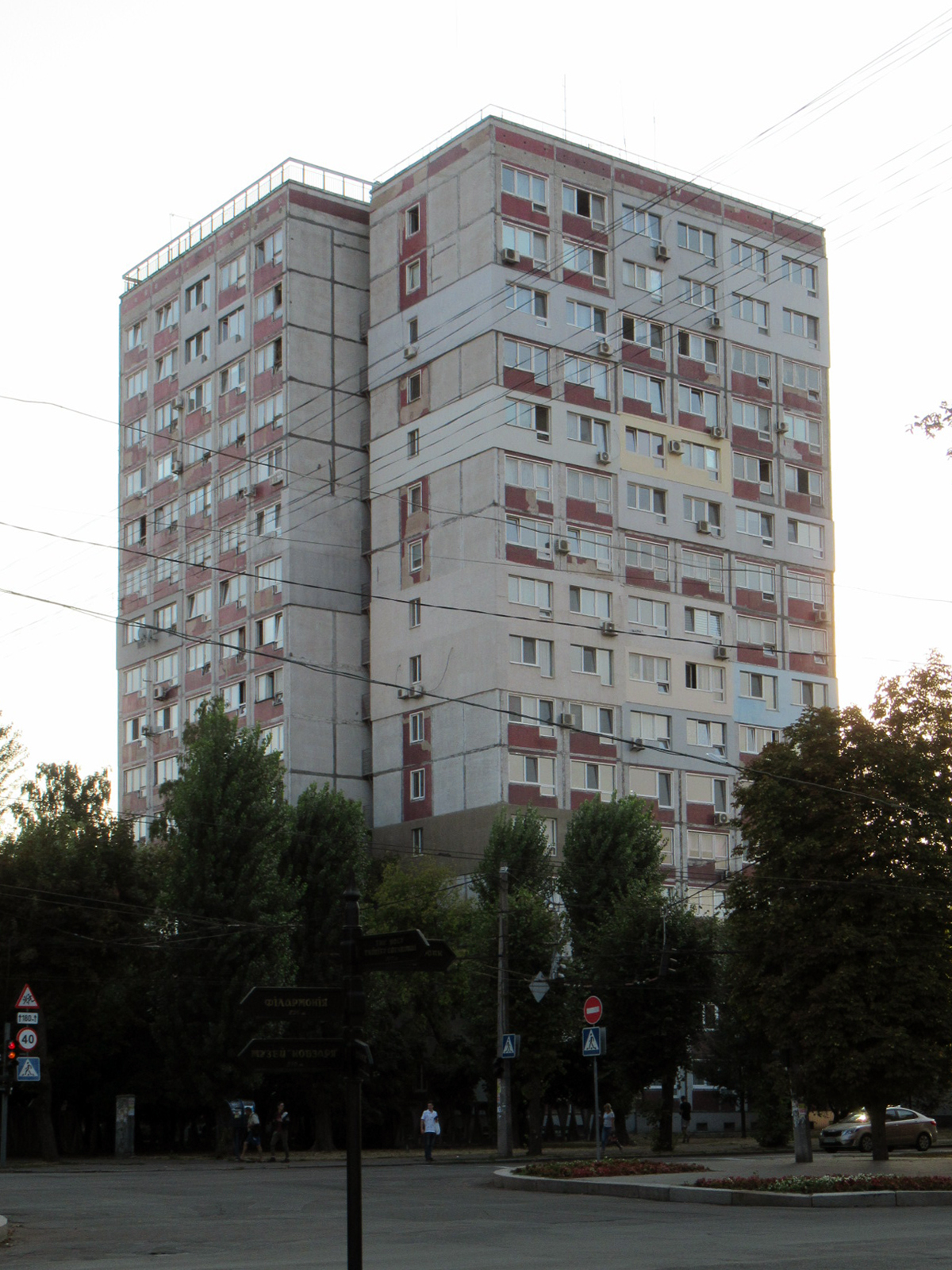
Ukraine, Tscherkassy, Schewtschenko-Boulevard 200

Alleinstehende Lagen in den Großstädten der DDR:
- Erfurt
  - Johannesplatz (alle fünf erhalten)
  - Juri-Gagarin-Ring (vier von fünf erhalten, das Fünfte wurde abgestockt)
  - Rieth (vier von sechs erhalten)
- Gera
  - De-Smit-Straße 8 (abgewandelte Bauform mit Balkon saniert)
- Leipzig[6]
  - Straße des 18. Oktober (alle 8 erhalten)
  - Grünau (fünf von ursprünglich 19 erhalten)[7]
  - Marienbrunn (beide erhalten)
  - Mockau (vier von ursprünglich sieben erhalten)
  - Musikviertel (alle drei erhalten)
  - Schönefeld (fünf von ursprünglich acht erhalten)[8]
- Magdeburg
  - Von ehemals 25 Bauten des Typs PH-16 sind hier 14 Gebäude saniert und 11 abgerissen worden. Ein Hochhaus wurde ab 2012 saniert, ist jedoch noch nicht fertiggestellt[9] (Stand: 20. Februar 2024).
  - Stadtmitte (drei, davon eins saniert, zwei abgerissen)
    - Jacobstraße 2: saniert
    - Erzbergerstraße Ecke Virchowstraße: beide abgerissen in den 2000er Jahren

  - Leipziger Straße entlang der Salbker Straße, zwischen Leipziger Chaussee und Dodendorfer Straße (drei, davon zwei saniert, eins abgerissen)
  - Universitäts-Campus (1 saniert, „Campustower“, ehemals Uni-Hochhaus)
  - Neustädter Feld (sechs abgerissen, eins saniert)
  - Neustädter See (sieben von neun erhalten, davon sechs saniert, eins wird saniert)
  - Werder (zwei saniert)

Ukraine:
- Tscherkassy
  - Schewtschenko-Boulevard 200